# Adidas Telstar

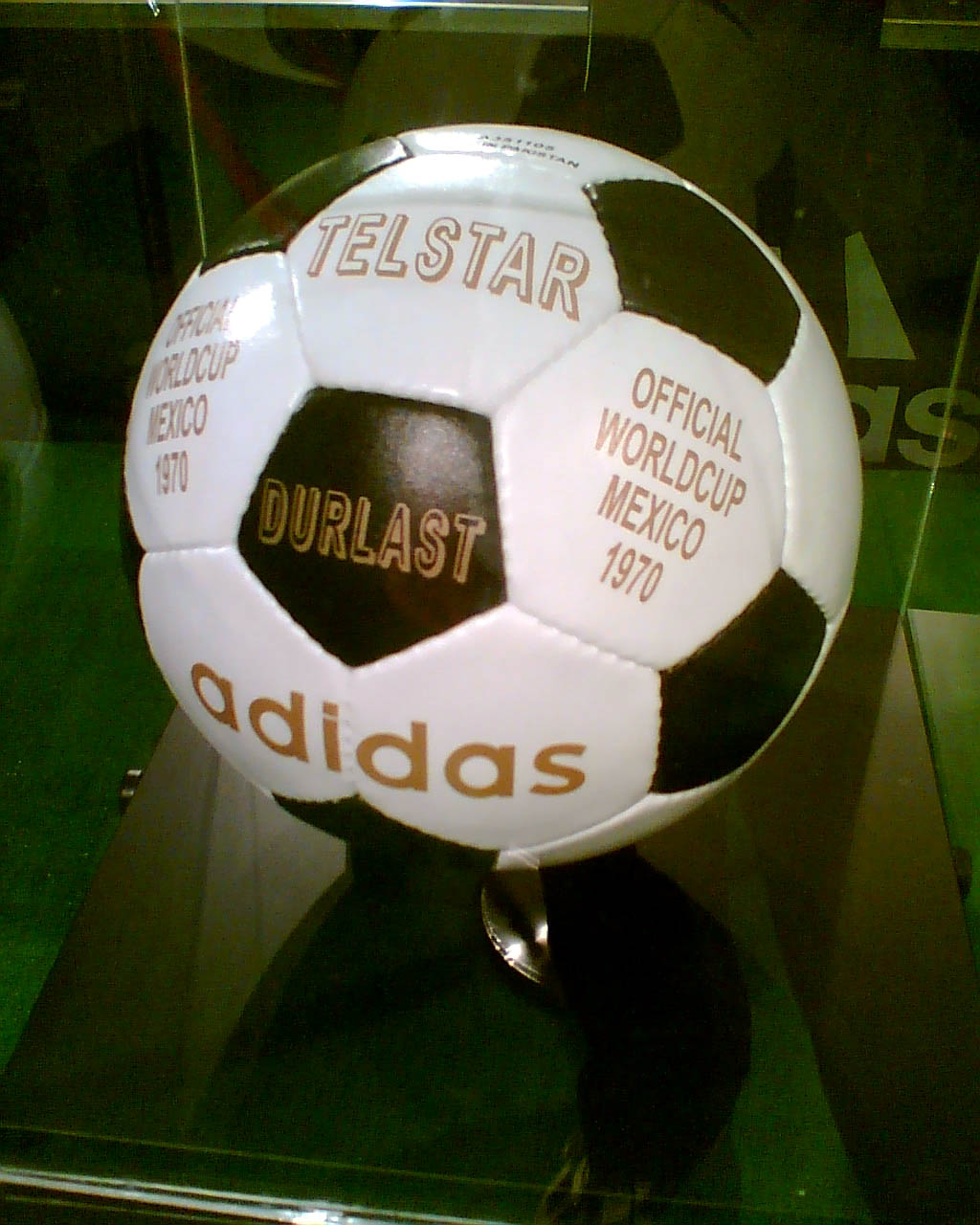
Adidas Telstar

Symbol piłki nożnej, oparty na modelu Telstar

Adidas Telstar – piłka do gry w piłkę nożną wyprodukowana przez firmę Adidas w roku 1970 i mająca swoją premierę na mistrzostwach świata w 1970. Była pierwszą oficjalną piłką mistrzostw. Piłką tą, jako jedną z dwóch modeli, oprócz Adidas Telstar Durlast, rozgrywano mistrzostwa świata w 1974. 

## Historia i znaczenie
Piłka była wykonana ze skóry. Składała się z 12 czarnych pięciokątów i 20 białych sześciokątów i była najbardziej okrągłą piłką w tamtych czasach. Wygląd piłki był dostosowany do czarno-białych relacji telewizyjnych, ze względu na to że mistrzostwa świata w Meksyku były pierwszymi, z których przeprowadzano bezpośrednie transmisje telewizyjne. Do wskazanej sytuacji nawiązywała nazwa, będąca skrótem od sformułowania „television star”. Stylistyka piłki do dziś utrzymuje się jako symbol przedmiotu, a tak zdobiony sprzęt, potocznie w języku polskim zwany biedronką, jest wciąż produkowany. Do projektu graficznego wrócono w roku 2017, projektując piłkę Adidas Telstar 18, którą rozgrywano mundial w 2018 w Rosji.

## Budowa i zmiany w 1974
Wykonana ze skóry bez specjalnie reklamowanego dodatku. Czasem mylona z modelem z roku 1974 Adidas Telstar Durlast, gdyż w 1974 grano oboma rodzajami, a wizualnie identyczna poza pokryciem w 1974 poliuretanem dodanym jako osłona przeciwko wodzie i uszkodzeniom mechanicznym (np. zadrapaniom).